# Саркар
Саркар (с тат.  — глава, начальник, предводитель) — в среднеазиатских государствах и Закавказье правительственный чиновник, который заведовал казёнными сборами. 
В Эриванской губернии саркар назначался правительством для сбора 6/30 доли урожая земных произведений, из которых 3/30 сдавались землевладельцам (мюлькадарам). Должность саркара как правительственного чиновника отменена высочайше утверждённым положением 5 июля 1836 года, причём мюлькадарам Эриванской провинции и Нахичеванского ханства предоставлено было держать своих саркаров, для вознаграждения которых размер взноса был увеличен на 1/30. 
В Шемахинском и Геокчайском ездах Бакинской губернии и в некоторых местах Елизаветпольской губернии словом «саркар» называют надзирателей за стадами группы кочевников.